# Frederic I del Sacre Imperi Romanogermànic
Frederic I de Hohenstaufen (1122 - 10 de juny de 1190), anomenat el Barba-roja (Barbarossa en italià i en alemany) va ser escollit Rei d'Alemanya a Frankfurt el 4 de març de 1152 i coronat a Aquisgrà el 9 de març, coronat Rei d'Itàlia a Pavia el 1154, i finalment coronat Sacre Emperador Romà pel papa Adrià IV el 18 de juny de 1155. Va ser coronat Rei de Borgonya a Arles el 30 de juny de 1178.
Abans de l'elecció reial, era per herència Duc de Suàbia (1147-1152, com a Frederic III). Era el fill del duc Frederic II de la dinastia Hohenstaufen. La seva mare era Judith, filla del duc Enric IX de Baviera, de la casa rival de Welf i, per tant, Frederic descendia de les dues famílies més importants d'Alemanya, fent-lo un candidat acceptable pels prínceps electors.

## Biografia
Frederic va néixer el 1122. El 1147, va heretar el ducat de Suàbia i poc després va fer el seu primer viatge a l'Orient, acompanyant el seu oncle, el rei germànic Conrad III d'Alemanya a la Segona Croada.

### Segona Croada
L'expedició de la Segona Croada va resultar desastrosa, però Frederic es va distingir i va guanyar el respecte i la confiança de Conrad III d'Alemanya.

### Rei d'Alemanya
Quan Conrad III d'Alemanya.va morir el febrer de 1152, tan sols eren al seu llit de mort Frederic i el príncep-bisbe de Bamberg. Tots dos van afirmar després que en plenes capacitats mentals Conrad havia entregat la insígnia reial a Frederic, indicant que ell i no el seu propi fill de sis anys (el futur Frederic IV de Suàbia). Frederic va reclamar enèrgicament la corona, i el 4 de març a Frankfurt els prínceps electors el van designar com a nou rei germànic. La successió es va acordar en relativament poc temps, probablement perquè en descendir Frederic tant de la casa de Welf com de la Hohenstaufen, era acceptat per les dues parts en conflicte. Va ser coronat a Aquisgrà uns dies després.
Ansiós per recuperar el poder que el Sacre Imperi Romanogermànic havia ostentat durant els temps de Carlemany i Otó I, el nou emperador va considerar que era imprescindible restablir l'ordre a Alemanya abans d'estar en situació de fer valdre els drets imperials a Itàlia. Va emetre una ordre general de pau, atorgant generoses concessions als nobles. A l'exterior, Frederic va intervenir a la guerra Civil Danesa  va entaular negociacions amb l'emperador romà d'Orient, Manuel I Comnè.
Al regne d'Itàlia, des de la retirada de l'emperador Enric IV el 1097 i amb la revifada de l'agricultura i el comerç, les grans ciutats s'havien dotat d'una nova forma d'autogovern en què el poder ja no venia de l'Imperi, sinó del consens de la comunitat de ciutadans en forma del comú. Durant almenys cinquanta anys, les ciutats d'arreu d'Europa havien estat en desordre i qualsevol intent d'aprofitar el poder municipal va ser reprimit per l'imperi, però a Itàlia a partir de finals del segle XI els municipis urbans havien adquirit un pes i una fortalesa inqüestionables.
Canut V, després de ser derrotat per Sven III, com a vassall de l'imperi va demanar la intervenció al rei alemany, que va ordenar a tots dos reis que es trobessin amb ell a la dieta de Merseburg de 1152, on va confirmar els drets de reialesa de Sven, que li va jurar lleialtat, atorgant Selàndia com a feu a Canut, donant a més, un principat a Valdemar I, fill de Canut Lavard, que havia mort assassinat per Magnus el Fort, però el tracte fou rebutjat i el conflicte continuà.

### Coronació com a emperador

Escut dels emperadors de la casa de Hohenstaufen

Quan havia estat elegit, Frederic havia comunicat la notícia al papa Eugeni III, però no havia demanat la confirmació papal. El març de 1153, Frederic va acordar amb el Vaticà les condicions de la seva coronació, que es van posar per escrit al Tractat de Constança (batejat amb el nom de la ciutat on Barba-roja va jurar el document). El tractat establia que a canvi de què el papa el coronés emperador, Frederic es comprometia a sotmetre Roma, on s'havia proclamat la Comuna de Roma que defensava la secularització dels Estats Pontificis, i entregar la ciutat al papa, combatre les ambicions romanes d'Orient sobre la península Itàlica, i a no firmar tractats de pau amb els enemics de l'Església (principalment els habitants de Roma i els normands de Sicília).

### Primera campanya d'Itàlia (1154-1155)
La campanya d'Itàlia de 1154 va iniciar una lluita de gairebé dos-cents anys per imposar l'autoritat imperial al regnum italicum. Frederic I, en la primera de les seves Dietes a Roncaglia en 1154, va promulgar una llei feudal que obligava la successió hereditària dels feus, i va atendre les queixes de Lodi, Pavia, i Cremona contra Milà. Després va sotmetre Asti, Chieri i Tortona, i va entrar a Pavia, on va ser coronat rei d'Itàlia el 17 d'abril del 1155; i el 18 de juny de 1155 Adrià IV el va coronar emperador del Sacre Imperi Germànic a la Basílica de Sant Pere. Just després de la coronació el poble de Roma es va alçar en armes, amb l'ànim de capturar el papa. Fins a la nit les tropes imperials i papals van combatre els romans. Un cop restablerta la calma, Barba-roja va renunciar a retornar el govern de la ciutat al papa i així incomplir el Tractat de Constança.

### Retorn a Alemanya
Va abandonar Itàlia la tardor de 1155 quan el desordre tornava a imperar a Germània, especialment a Baviera. El ducat de Baviera va ser traspassat d'Enric II Jasomirgott, marcgravi d'Àustria, al cosí de Barba-roja Enric el Lleó, duc de Saxònia, de la Casa de Welf. La retirada de Frederic va obligar el papa Adrià IV a pactar el tractat de Benevent el 18 de juny de 1156, confirmant a Guillem I de Sicília com a rei legítim cedint-li territoris que Frederic considerava com el seu domini. Això va perjudicar Frederic, i es va disgustar encara més quan els legats papals van optar per interpretar una carta d'Adrià a Frederic d'una manera que semblava implicar que la corona imperial era un regal del papat i que, de fet, el mateix Imperi era un feu del papat. De retorn a Alemanya va posar a Milà sota el bàndol de l'Imperi i va transferir els seus privilegis a Cremona. Però Milà va reconstruir Tortona, que havia quedat destruïda després del setge imperial i va derrotar Pavia, Novara i Guillem V de Montferrat
El 9 de juny de 1156 Frederic es va casar amb Beatriu de Borgonya, filla i hereva de Renald III de Borgonya, afegint a les possessions imperials el comtat de Borgonya que s'estenia des de Besançon al Mediterrani, permetent pas alternatiu al pas del Brenner i una posició estratègicament valuosa contra Milà amb les tropes addicionals borgonyones.

### Expedició a Polònia
El 1157 que l'emperador organitzà una expedició contra Polònia. Es desconeix si el deposat Ladislau II de Polònia i els seus fills participaren directament en l'expedició, tanmateix, malgrat la victòria militar i la humiliant submissió de Boleslau IV de Polònia a l'emperador, Ladislau II quedà decebut quan l'emperador decidí mantenir el regnat de Boleslau IV i els Ducs Joves a Polònia. Dos anys més tard, el 30 de maig de 1159, Ladislau morí al seu exili en Altenburg.

### Segona campanya d'Itàlia (1158)
Disgustat amb el papa, l'emperador es va decidir a restaurar l'ordre als seus dominis i aixafar els normands de Guillem I de Sicília sud d'Itàlia, el juny de 1158, Frederic es va iniciar la seva segona expedició italiana, acompanyat d'Enric el Lleó i les seves tropes saxones. Aquesta expedició va donar lloc, després del setge de Milà, a la Dieta de Roncaglia prop de Piacenza per deliberar sobre la qüestió de la sobirania, desafiada pel floriment econòmic i polític de les ciutats del nord d'Itàlia i les comunes lliures, incloses les ciutats de Chieri, Asti, Tortona, però sobretot Milà, i que va suposar l'establiment de la relació dels drets reals (regalia), que produïen un enorme ingrés de recursos, i que anaven del domini imperial sobre camins, rius, salines i mines, al cobrament del fodrum per sufragar les despeses militars, a la percepció de multes i peatges, als béns dels condemnats, o també a l'encunyació de moneda. Van ser els ministeriales (Dienstmänner), com a agents imperials a les ciutats amb el càrrec de podestà, els que es van convertir en l'espina dorsal de l'administració imperial a Itàlia en servir l'emperador per exigir els regalia i per administrar la jurisdicció que les comunes s'havien apropiat. Però les seves polítiques agressives a establir un règim imperial directe a Itàlia, i l'encomanació de l'administració del regne italià a alemanys, van polaritzar la resistència al voltant de Milà i el papat sense impedir que els bisbes alemanys es posicionessin amb l'emperador, com els arquebisbes de Colònia, Reinald de Dassel i Felip de Heinsberg, arxicancillers d'Itàlia, i l'inici de la llarga lluita amb el papa Alexandre III.

### El cisma papal
Després de la mort d'Adrià IV en 1159, l'emperador va oposar al papa Alexandre III els seus propis antipapes: Víctor IV, Pasqual III i Calixt III.
Amb la mort accidental del papa Adrià IV el 1159, es va convocar un conclave. Els cardenals estaven dividits entre una majoria formada pels reis de França, Anglaterra, la península Ibèrica, Sicília i Portugal favorable a Alexandre III, enemic declarat de Barba-roja i oponent de les pretensions imperials sobre Itàlia, i els cardenals progermànics partidaris de Víctor IV del partit imperial. Alexandre va ser escollit, però el poble de Roma va aclamar a Víctor. Frederic va convocar un concili a Pavia per solucionar el conflicte (l'autoritat de l'emperador per convocar un concili no estava clara). A Pavia, es va barrar l'entrada als partidaris d'Alexandre de manera que Víctor va ser elegit. Tanmateix, l'acord del concili va ser ignorat pel clergat italià i francès, i també part de l'alemany. Els esforços de Frederic de fer que Enric II d'Anglaterra i Lluís VII de França no reconeguessin Alexandre també van fracassar. A la Dieta del regne d'Itàlia de 1159 va posar a Milà de nou sota el bàndol de l'imperi per negar-se a rebre un podestà imperial, i el 1162 les tropes imperials van destruir Milà amb suport de Pavia, Cremona, Lodi i Como, el que els va assegurar el control de Llombardia.
Alexandre, enfrontat a una forta oposició imperial a Itàlia, va fugir a França l'abril de 1162, romanent en Sens impedint una victòria total de l'emperador i aconseguint el reconeixement de Lluís VII de França i Enric II d'Anglaterra. Durant aquest període Alexandre també va continuar mantenint la lleialtat de la majoria del clergat a Itàlia, especialment al sud, i molts a Alemanya. Va continuar impulsant el programa de reforma de l'església iniciat el segle anterior sota la direcció del papa Gregori VII.

### Tercera campanya d'Itàlia (1163)
L'octubre de 1163 Frederic va tornar a Itàlia amb un petit exèrcit, perquè la revolta dels municipis italians ja era pressionant; Verona, Pàdua i Vicenza es van aixecar en rebel·lió conjunta i van rebutjar les ofertes de pau de l'emperador, que no disposava de forces suficients per sotmetre-les, ni tan sols amb l'ajuda de Pavia, Màntua i Ferrara; el 6 de novembre de 1163 es va informar de la seva presència a Città di Castello amb dos actes en què va posar sota la seva protecció el bisbe i els canonges. Mentrestant Rainald de Dassel organitzava una campanya militar contra els normands de Sicília, per a la qual va haver de comptar amb el suport de Pisa i Gènova, que tanmateix es trobaven en una amarga disputa pel control de Sardenya, per la qual al final havien renunciat. l'enviament. L'emperador, malalt, va haver de tornar a Alemanya, i la tercera visita de Frederic a Itàlia va ser curta i, per tant, no va acabar en res.
L'abril de 1164 havia mort l'antipapa Víctor IV i Frederic tenia la intenció de fer les paus amb Alexandre III, però abans que pogués contactar amb ell, Rainald de Dassel, l'arquebisbe de Colònia s'havia encarregat de fer elegir un altre papa, Pasqual III. El patriarca de Grau, amb suport de la República de Venècia, va organitzar la antimperial Lliga Veronesa a l'abril de 1164 amb Verona, Treviso, Vicenza i Pàdua, per resistir a les pretensions imperials, i Alexandre, amb el suport de la Lliga Veronesa va tornar a Roma el 23 de novembre de 1165.

### Quarta campanya d'Itàlia (1166)
El 1166, Frederic, després d'haver pacificat els estats alemanys, va tornar a Itàlia per quarta vegada amb la intenció de restablir l'ordre als municipis italians i enderrocar Alexandre III per posar al seu lloc Pasqual III. Mentre estava ocupat amb el nord d'Itàlia, havia enviat Rainald de Dassel, arxicanceller d'Itàlia, més al sud a conquerir les ciutats del Laci que s'oposaven a l'Imperi. El maig de 1167, Frederic va assetjar Ancona i Rainald va prendre Civitavecchia per després anar a Tusculum on el comte estava amenaçat pels romans. Després de l'arribada de Rainald els romans es van aixecar encara més violentament i amb uns 30.000 homes armats van assetjar la fortalesa de Tusculum. Rainone i Rainaldo van demanar ajuda a Frederic que assetjava Ancona. L'emperador derrotà Alexandre en la batalla de Monte Porzio en 1166 i aquest va exiliar-se a Benevento mentre l'emperador es va fer coronar per l'antipapa Pasqual III. L'exèrcit imperial es va veure greument afectat per malària o pesta, i Frederic va retirar-se amb les seves forces a Alemanya.
A la mort de Pasqual III, el 20 de setembre de 1168, els seus partidaris es van reunir a Roma per triar un nou (anti)papa. Calixt III va ser escollit, però l'emperador, que estava en negociacions amb Alexandre III en aquell moment per posar fi al cisma, no va reconèixer immediatament la seva elecció, i no ho va fer fins que les negociacions amb Alexandre es van trencar. L'antipapa, que va residir principalment a Viterbo era principalment una moneda de canvi amb la qual l'emperador podia pressionar Alexandre, i només tenia un suport a la mateixa Roma, part dels Estats Pontificis, a la seva Toscana natal i a Renània, un suport geogràfic limitat en comparació amb Víctor IV i Pasqual III.

### La pau amb el papa i el conflicte amb Enric

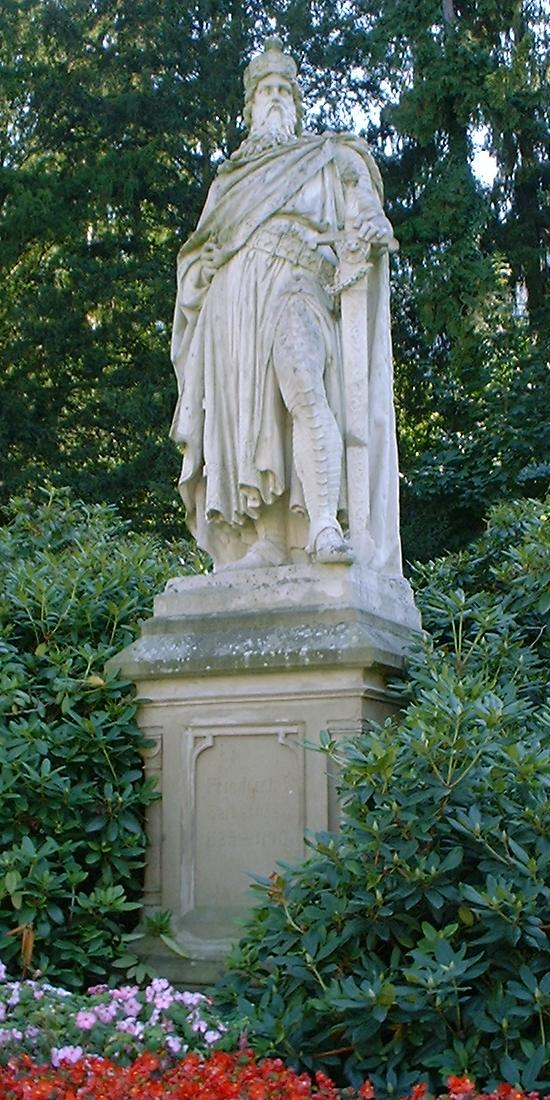
Monument a Frederic a Sinzig

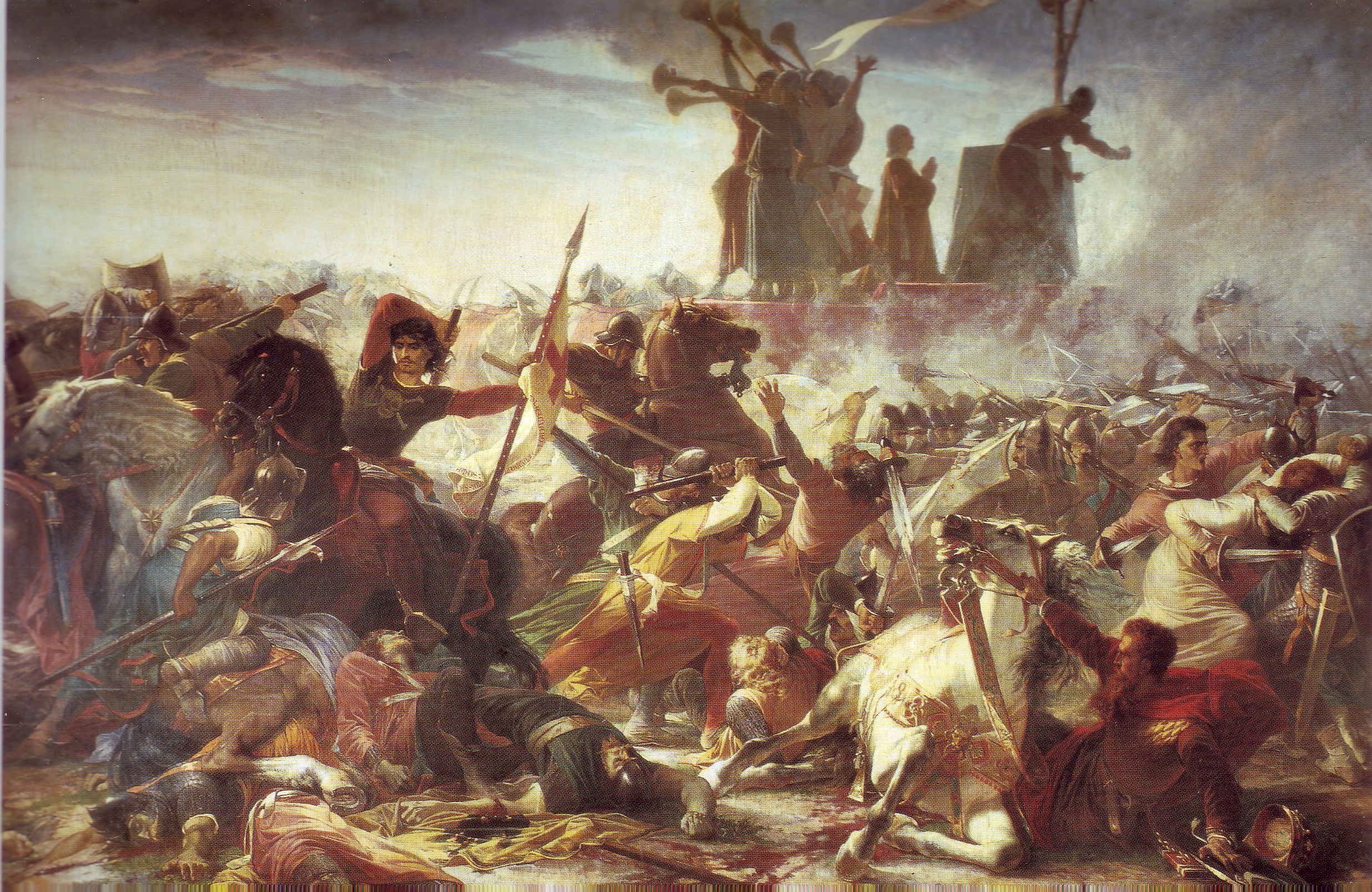
La Batalla de Legnano, del pintor Amos Cassioli

El 1175, Frederic va iniciar la seva cinquena expedició a Itàlia i aprofitant les dificultats a què havia de fer front l'emperador, Alexandre va organitzar la Lliga Llombarda que va augmentar el seu poder en unir-se a la Lliga Veronesa i combatre l'emperador que es trobava embardissat en una sèrie de campanyes pel nord d'Itàlia. Amb el refús d'Enric el Lleó a prendre-hi part, la campanya va ser un fracàs. El 29 de març del 1176 Frederic va patir una dura derrota en la batalla de Legnano, prop de Milà, on va ser ferit i durant un temps donat per mort. No li va quedar altre remei que iniciar negociacions de pau amb Alexandre III i la Lliga Llombarda. Per la Pau de Venècia de 1177 l'emperador i el papa es van reconciliar amb un mutu reconeixement de drets, i es signà una treva de quinze anys entre Frederic I i Guillem II de Sicília el papa va aixecar l'excomunió que pesava sobre ell des de 1160 i el 12 de març de 1178, Alexandre III va tornar de nou a Roma. Les ciutats llombardes van continuar lluitant fins que el 1183 Frederic els va permetre elegir els seus propis magistrats mitjançant la Pau de Constança.
Frederic no va perdonar a Enric el Lleó per no haver-lo ajudat el 1174. El 1180 Frederic va acabar de consolidar un poderós estat que comprenia Saxònia, Baviera, i territoris substancials del nord i l'est d'Alemanya. Aprofitant l'hostilitat de la resta de prínceps alemanys envers Enric, Frederic el va jutjar in absentia per un tribunal de bisbes i prínceps que el van condemnar i desposseir de les seves terres. Enric, veient-se abandonat pels seus aliats, va haver de rendir-se el novembre de 1181 davant l'exèrcit imperial que el seu cosí havia reunit. Va passar tres anys a l'exili a la cort del seu sogre Enric II d'Anglaterra, fins que se li va permetre tornar a Alemanya on va acabar els seus dies amb el títol menor de Duc de Brunswick.

### Tercera Croada i mort
El papa Urbà III va morir el 20 d'octubre del 1187 i el 21 d'octubre Gregori VIII fou escollit nou papa.
El 27 d'octubre, poc més de tres setmanes després de la presa de Jerusalem per Saladí va emetre la butlla Audita tremendi el 29 d'octubre oferint als participants en una nova Croada una indulgència plenària. Un cop fetes les paus amb el papa, Frederic es va embarcar en la Tercera Croada, que seria coneguda com la Croada dels Tres Reis al participar-hi també Felip August de França i Ricard Cor de Lleó d'Anglaterra. Frederic va prendre la creu a Magúncia el 27 de març del 1188 i deixant el seu fill Enric VI com a regent, i partint de Ratisbona (actual Regensburg) pel maig del 1189 va organitzar un gran exèrcit de 100.000 homes i va iniciar la marxa cap a Terra Santa. Frederic havia desafiat per carta a Saladí a disputar un combat singular entre ells dos a la plana egípcia de Zoan.
Frederic es va obrir pas pels territoris romans d'Orient i va morir, abans de poder enfrontar-se amb Saladí, el 10 de juny de 1190 ofegat al riu Saleph poc després de vèncer Qutb al-Din en la batalla d'Iconi, prenent la ciutat al soldà seljúcida, Kilij Arslan II. Les circumstàncies exactes de la seva mort són desconegudes. Algunes versions sostenen que es va ofegar mentre es banyava, i d'altres diuen que el seu cavall el va llençar a l'aigua mentre travessava el riu. Segons el cronista Alí ibn al-Athir, l'aigua arribava just a la cintura, de manera que és possible que el contrast entre la calor que feia i l'aigua gèlida li hagués provocat un atac de cor (tenia 67 anys).
La mort de Frederic va portar al caos el seu exèrcit. Desorganitzats, atemorits, i atacats pels turcs, molts alemanys van desertar, van morir, o fins i tot van cometre suïcidi. El fill de Barba-roja Frederic VI de Suàbia va liderar els pocs soldats que quedaven dels que havien iniciat la marxa fins a Acre. Amb l'objectiu d'enterrar Barba-roja a Jerusalem, es va posar el seu cos en vinagre dins d'un barril per preservar-lo, però l'intent va fracassar. La seva carn es va acabar enterrant a l'església de Sant Pere d'Antioquia, els seus ossos a la catedral de Tir, i el seu cor i entranyes a l'església de Sant Pau de Tars.

## Frederic i el Codi Justinià
L'augment de la riquesa de les ciutats comercials del nord d'Itàlia va provocar un renaixement de l'estudi del codi Justinià, un sistema legal llatí que s'havia extingit segles abans. Els estudiosos del dret van renovar la seva aplicació. S'especula que el papa Gregori VII va animar personalment l'estat de dret justinià i en va tenir una còpia. L'historiador Norman Cantor va descriure el Corpus Iuris Civilis (Cos de dret civil justinià) com a «el millor codi legal mai concebut». Va contemplar la llei de l'Estat com un reflex de la llei moral natural (tal com veien els homes del sistema justinià), el principi de racionalitat a l'univers. Quan Frederic va assumir el tron, aquest sistema legal estava ben establert a banda i banda dels Alps. Va ser el primer a utilitzar la disponibilitat de la nova classe professional d'advocats. La llei civil va permetre a Frederic utilitzar aquests advocats per administrar el seu regne d'una manera lògica i coherent. També va proporcionar un marc per legitimar la seva reivindicació del dret a governar tant Alemanya com el nord d'Itàlia. En els vells temps d'Enric IV i Enric V, la reivindicació del dret diví dels reis havia estat greument minada per la controvèrsia sobre el dret d'investidura. L'Església havia guanyat aquest argument en la ment de l'home comú. No hi havia cap dret diví perquè el rei alemany controlés també l'església nomenant bisbes i papes. La institució del codi justinià va ser utilitzada, potser sense escrúpols, per Frederic per reclamar poders divins.
A Alemanya, Frederic era un polític realista, prenent el que podia i deixant la resta. A Itàlia, tendia a ser un reaccionari romàntic, que es delectava amb l'esperit de l'època, exemplificat per un ressorgiment dels estudis clàssics i del dret romà. Va ser mitjançant l'ús del codi justinià restaurat que Frederic es va veure a si mateix com un nou emperador romà. El dret romà donava un propòsit racional per a l'existència de Frederic i les seves ambicions imperials. Era un contrapès a les afirmacions de l'Església de tenir autoritat a causa de la revelació divina. L'Església es va oposar a Frederic per raons ideològiques, entre elles la naturalesa humanista que es va trobar en el renaixement de l'antic sistema jurídic romà. Quan Pipí I el Breu va intentar convertir-se en rei dels francs al segle viii, l'església necessitava protecció militar, de manera que a Pipí li va semblar convenient aliar-se amb el papa. Frederic, però, va preferir deixar de banda el papa i reclamar la corona de la vella Roma com els més grans emperadors de l'era precristiana. El papa Adrià IV es va oposar naturalment a aquesta visió i va emprendre una vigorosa campanya de propaganda destinada a empetitir Frederic i la seva ambició. En gran part, això va tenir èxit.

## Família

### Avantpassats
|  |                                               |  |  |  |  |  |  |  |  |  |  |  |  |  |  |  |
|  | 4. Frederic I, duc de Suàbia                  |  |  |  |  |  |  |  |  |  |  |  |  |  |  |  |
|  |                                               |  |  |  |  |  |  |  |  |  |  |  |  |  |  |  |
|  |                                               |  |  |  |  |  |  |  |  |  |  |  |  |  |  |  |
|  | 2. Frederic II, duc de Suàbia                 |  |  |  |  |  |  |  |  |  |  |  |  |  |  |  |
|  |                                               |  |  |  |  |  |  |  |  |  |  |  |  |  |  |  |
|  |                                               |  |  |  |  |  |  |  |  |  |  |  |  |  |  |  |
|  | 10. Enric IV del Sacre Imperi Romanogermànic  |  |  |  |  |  |  |  |  |  |  |  |  |  |  |  |
|  |                                               |  |  |  |  |  |  |  |  |  |  |  |  |  |  |  |
|  |                                               |  |  |  |  |  |  |  |  |  |  |  |  |  |  |  |
|  | 5. Agnès d'Alemanya                           |  |  |  |  |  |  |  |  |  |  |  |  |  |  |  |
|  |                                               |  |  |  |  |  |  |  |  |  |  |  |  |  |  |  |
|  |                                               |  |  |  |  |  |  |  |  |  |  |  |  |  |  |  |
|  | 11. Berta de Savoia                           |  |  |  |  |  |  |  |  |  |  |  |  |  |  |  |
|  |                                               |  |  |  |  |  |  |  |  |  |  |  |  |  |  |  |
|  |                                               |  |  |  |  |  |  |  |  |  |  |  |  |  |  |  |
|  | 1. Frederic I del Sacre Imperi Romanogermànic |  |  |  |  |  |  |  |  |  |  |  |  |  |  |  |
|  |                                               |  |  |  |  |  |  |  |  |  |  |  |  |  |  |  |
|  |                                               |  |  |  |  |  |  |  |  |  |  |  |  |  |  |  |
|  | 12. Güelf I, duc de Baviera                   |  |  |  |  |  |  |  |  |  |  |  |  |  |  |  |
|  |                                               |  |  |  |  |  |  |  |  |  |  |  |  |  |  |  |
|  |                                               |  |  |  |  |  |  |  |  |  |  |  |  |  |  |  |
|  | 6. Enric IX, duc de Baviera                   |  |  |  |  |  |  |  |  |  |  |  |  |  |  |  |
|  |                                               |  |  |  |  |  |  |  |  |  |  |  |  |  |  |  |
|  |                                               |  |  |  |  |  |  |  |  |  |  |  |  |  |  |  |
|  | 13. Judit de Flandes                          |  |  |  |  |  |  |  |  |  |  |  |  |  |  |  |
|  |                                               |  |  |  |  |  |  |  |  |  |  |  |  |  |  |  |
|  |                                               |  |  |  |  |  |  |  |  |  |  |  |  |  |  |  |
|  | 3. Judit de Baviera                           |  |  |  |  |  |  |  |  |  |  |  |  |  |  |  |
|  |                                               |  |  |  |  |  |  |  |  |  |  |  |  |  |  |  |
|  |                                               |  |  |  |  |  |  |  |  |  |  |  |  |  |  |  |
|  | 14. Magnus, Duc de Saxònia                    |  |  |  |  |  |  |  |  |  |  |  |  |  |  |  |
|  |                                               |  |  |  |  |  |  |  |  |  |  |  |  |  |  |  |
|  |                                               |  |  |  |  |  |  |  |  |  |  |  |  |  |  |  |
|  | 7. Judit de Friül                             |  |  |  |  |  |  |  |  |  |  |  |  |  |  |  |
|  |                                               |  |  |  |  |  |  |  |  |  |  |  |  |  |  |  |
|  |                                               |  |  |  |  |  |  |  |  |  |  |  |  |  |  |  |

### Núpcies i descendència
- Primeres núpcies: Adelaida de Vohburg. Matrimoni anul·lat, sense descendència
- Segones núpcies: Beatriu de Borgonya.
  - Sofia de Hohenstaufen (1161-1187): casada el 1187 amb el magrave Guillem VI de Montferrat
  - Beatriu de Hohenstaufen (1162-1187): promesa amb Guillem II de Sicília, va morir abans del matrimoni.
  - Frederic V, duc de Suàbia (1164-1170): duc de Suàbia. Morí als sis anys.
  - Enric VI, emperador romanogermànic (1165-1197): emperador, rei d'Alemanya, i rei de Sicília.
  - Frederic VI, duc de Suàbia (1167-1191): nascut amb el nom de Conrad, va prendre el nom del seu germà al succeir-lo al ducat de Suàbia.
  - Otó I, comte de Borgonya (1170-1200)
  - Conrad II, duc de Suàbia i Rothenburg (1173-1196)
  - Felip de Suàbia (1177-1208): duc de Suàbia i rei d'Alemanya el 1198.
  - Agnès de Hohenstaufen (1180-1184): promesa amb Emeric d'Hongria, va morir abans del matrimoni.